# Flughafen Western Sydney

i7
i11
i13
Der Western Sydney International Airport (ICAO-Code: YSWS) ist ein im Bau befindlicher Flughafen der australischen Metropole Sydney. Er liegt rund 45 Kilometer westlich der Stadtmitte und soll den bestehenden Kingsford Smith International Airport entlasten und ist vorrangig für den internationalen Verkehr konzipiert. Die Eröffnung ist für Ende 2026 geplant.

## Entstehung
Aufgrund der erwarteten Verdopplung der Passagierzahlen im Großraum Sydney in den kommenden 20 Jahren und der fehlenden Möglichkeit, den bisherigen Internationalen Flughafen weiter auszubauen, wurde bereits in den späten 1980er Jahren ein Gelände in Badgerys Creek im australischen Bundesstaat New South Wales für einen Flughafenneubau diskutiert. Der Ort wurde im April 2014 von der Regierung von New South Wales offiziell verkündet.
Die Baugenehmigung wurde schließlich erst 2016 erteilt und 2020 sowie 2021 in Bezug auf Umweltauflagen und die zu bauende neue Metrolinie geringfügig modifiziert. Der Baubeginn war im September 2018; die Eröffnung wird für Herbst 2026 erwartet.
2020 verkündete die damalige australische Bundesregierung, den Flughafen nach der Flugpionierin Nancy Bird-Walton zu benennen, welche als jüngste Australierin eine Fluglizenz erwarb.

## Lage
Die Baustelle des Flughafens befindet sich in den bislang ländlich geprägten Orten Luddenham und Badgerys Creek des Liverpool City Council. Die Entfernung zur Innenstadt von Sydney beträgt in der Luftlinie etwa 45 km nach Osten, bis nach Penrith im Norden sind es etwa 15 km. Darüber hinaus befinden sich in unmittelbarer Nähe des Flughafens im Westen die Ausläufer der Blue Mountains.

## Flughafenanlagen

Flughafenanlagen zum Eröffnungszeitpunkt

Der Flughafen wird zum Zeitpunkt der Eröffnung über eine Start- und Landebahn sowie ein Terminal verfügen. Damit wird es nach Betreiberangaben möglich sein, bis zu 10 Millionen Passagiere abzufertigen. In der Ausbaustufe bis 2050 soll der Flughafen um weitere Terminals und eine zweite, parallel verlaufende Bahn erweitert werden und dann eine endgültige Kapazität von 82 Millionen Passagieren haben.
Aufgrund der Lage wird es am Western Sydney Airport kein Nachtflugverbot geben, womit ein 24-Stunden-Betrieb möglich sein wird.
Der Flughafen wird über eine neu gebaute Autobahn und eine verlängerten Metrolinie mit der Innenstadt von Sydney verbunden sein.

## Infrastruktur
Obwohl der Flughafen Western Sydney eine Großstadt bedient, so ist dessen Umgebung nach wie vor eher ländlich geprägt. Die Einwohnerzahl von Luddenham wurde im Jahre 2021 mit 1927 und die von Badgerys Creek mit lediglich 168 Personen angegeben. Bis in die frühen 2030er-Jahre wird ein jährliches internationales Passagieraufkommen von bis zu 10 Mio. Menschen erwartet. Um der Größe des neuen Flughafens gerecht zu werden, wurde von der Planungsbehörde von New South Wales ein großes Infrastrukturprojekt unter dem Titel Western Sydney Aerotropolis ins Leben gerufen. Am Flughafen soll nach Sydney und Parramatta ein drittes Stadtzentrum etabliert werden. Mit Bradfield soll zudem nach 100 Jahren eine neue Stadt in Australien entstehen.
Zu den größeren Infrastrukturplänen gehört der Ausbau der Northern Road, welche den Flughafen im Westen und Süden umschließt. Weiterhin ist ein Ausbau der Bringelly Road und des Elizabeth Drive geplant. Mit der 16 km langen M12 entsteht eine neue Autobahn, mit deren Bau im August 2022 begonnen wurde. Ein weiteres bedeutendes Projekt ist der Bau einer neuen, 23 km langen Metrolinie, die von St Marys aus die bereits bestehende Linie T1 mit dem Flughafen verbindet.